# فرانسسکو سلمی
فرانسسکو سلمی (ایتالیایی: Francesco Selmi؛ زاده ۷ آوریل ۱۸۱۷ درگذشته ۱۳ اوت ۱۸۸۱) شیمی‌دان اهل ایتالیا بود.
او از پایه‌گذاران شیمی کلوئید است.